# Indywidualne mistrzostwa Słowenii na żużlu
Indywidualne mistrzostwa Słowenii na żużlu – coroczna seria turniejów, wyłaniająca najlepszych spośród słoweńskich żużlowców.

## Historia
W latach 1979–1991 rozgrywane były zawody o mistrzostwo Socjalistycznej Republiki Słowenii. Jako mistrzostwa Słowenii rozgrywane są od roku 1992.
Ze względu na zbyt małą liczbę zawodników gwarantującą pełną obsadę zawodów, w latach 1992-2002 i 2009-2015 rozgrywane były łączone mistrzostwa Słowenii i Chorwacji, w latach 2005-2008 mistrzostwa Słowenii, Chorwacji i Austrii, natomiast w roku 2016 były to wspólne mistrzostwa Słowenii, Chorwacji i Węgier. Od roku 2017 mistrzostwa rozgrywane są samodzielnie, jednak obsadę nadal uzupełniają zawodnicy zagraniczni, przy czym medale są rozdawane jedynie zawodnikom słoweńskim.
Najbardziej utytułowanym słoweńskim żużlowcem jest Matej Žagar, który zdobył mistrzostwo kraju 18 razy z rzędu, miało to miejsce w latach 2002-2019. Pięć złotych medali ma w swojej kolekcji Gregor Pintar, który wywalczył je zarówno wtedy gdy Słowenia była częścią Jugosławii (1990-1991), jak i po uzyskaniu przez ten kraj niepodległości (1992, 1995-1996). Takim samym wynikiem mógł pochwalić się Matej Ferjan, triumfator cyklu w latach 1997-2001. Pozostałymi wielokrotnymi zwycięzcami mistrzostw Słowenii są Štefan Kekec (1980-1982), Krešo Omerzel (1984, 1993), Artur Horvat (1986-1987) i Matic Ivačič (2020-2021).

## Medaliści mistrzostwSocjalistycznej Republiki Słowenii
| Rok  | Miejsce     | Złoto                                     | Srebro                                    | Brąz                                         | Źr. |
| ---- | ----------- | ----------------------------------------- | ----------------------------------------- | -------------------------------------------- | --- |
| 1979 | brak danych | Jože Mavser AMD Krško                     | Vlado Kocuvan AMD Gornja Radgona          | Franc Jaušovec AMD Gorenje Varstroj Lendava  |     |
| 1980 | brak danych | Štefan Kekec AMD Gorenje Varstroj Lendava | Vlado Kocuvan AMD Gornja Radgona          | Franc Žagar AMTK Ljubljana                   |     |
| 1981 | brak danych | Štefan Kekec AMD Gorenje Varstroj Lendava | Čaba Lazar AMD Gorenje Varstroj Lendava   | Artur Horvat AMD Gorenje Varstroj Lendava    |     |
| 1982 | brak danych | Štefan Kekec AMD Gorenje Varstroj Lendava | Vlado Kocuvan AMD Gornja Radgona          | Krešo Omerzel AMD Krško                      |     |
| 1983 | brak danych | Jože Žibert AMD Krško                     | Artur Horvat AMD Gorenje Varstroj Lendava | Franc Jaušovec AMD Gorenje Varstroj Lendava  |     |
| 1984 | brak danych | Krešo Omerzel AMD Krško                   | Čaba Lazar AMD Gorenje Varstroj Lendava   | Artur Horvat AMD Gorenje Varstroj Lendava    |     |
| 1985 | brak danych | Franc Žagar AMTK Ljubljana                | Artur Horvat AMD Gorenje Varstroj Lendava | Čaba Lazar AMD Gorenje Varstroj Lendava      |     |
| 1986 | brak danych | Artur Horvat AMD Gorenje Varstroj Lendava | Čaba Lazar AMD Gorenje Varstroj Lendava   | Oto Simonka AMD Gorenje Varstroj Lendava     |     |
| 1987 | brak danych | Artur Horvat AMD Gorenje Varstroj Lendava | Albert Kocmut AMD Gornja Radgona          | Čaba Lazar AMD Gorenje Varstroj Lendava      |     |
| 1988 | brak danych | Zvonko Pavlic AMD Krško                   | Artur Horvat AMD Gorenje Varstroj Lendava | Andrej Matjasec AMD Gorenje Varstroj Lendava |     |
| 1989 | brak danych | Martin Peterca AMTK Ljubljana             | Artur Horvat AMD Gorenje Varstroj Lendava | Čaba Lazar AMD Gorenje Varstroj Lendava      |     |
| 1990 | brak danych | Gregor Pintar AMTK Ljubljana              | Martin Peterca AMTK Ljubljana             | Gerhard Lekše AMD Krško                      |     |
| 1991 | brak danych | Gregor Pintar AMTK Ljubljana              | Roman Špitaler ST Lendava                 | Gerhard Lekše AMD Krško                      |     |

## Medaliści mistrzostwSłowenii

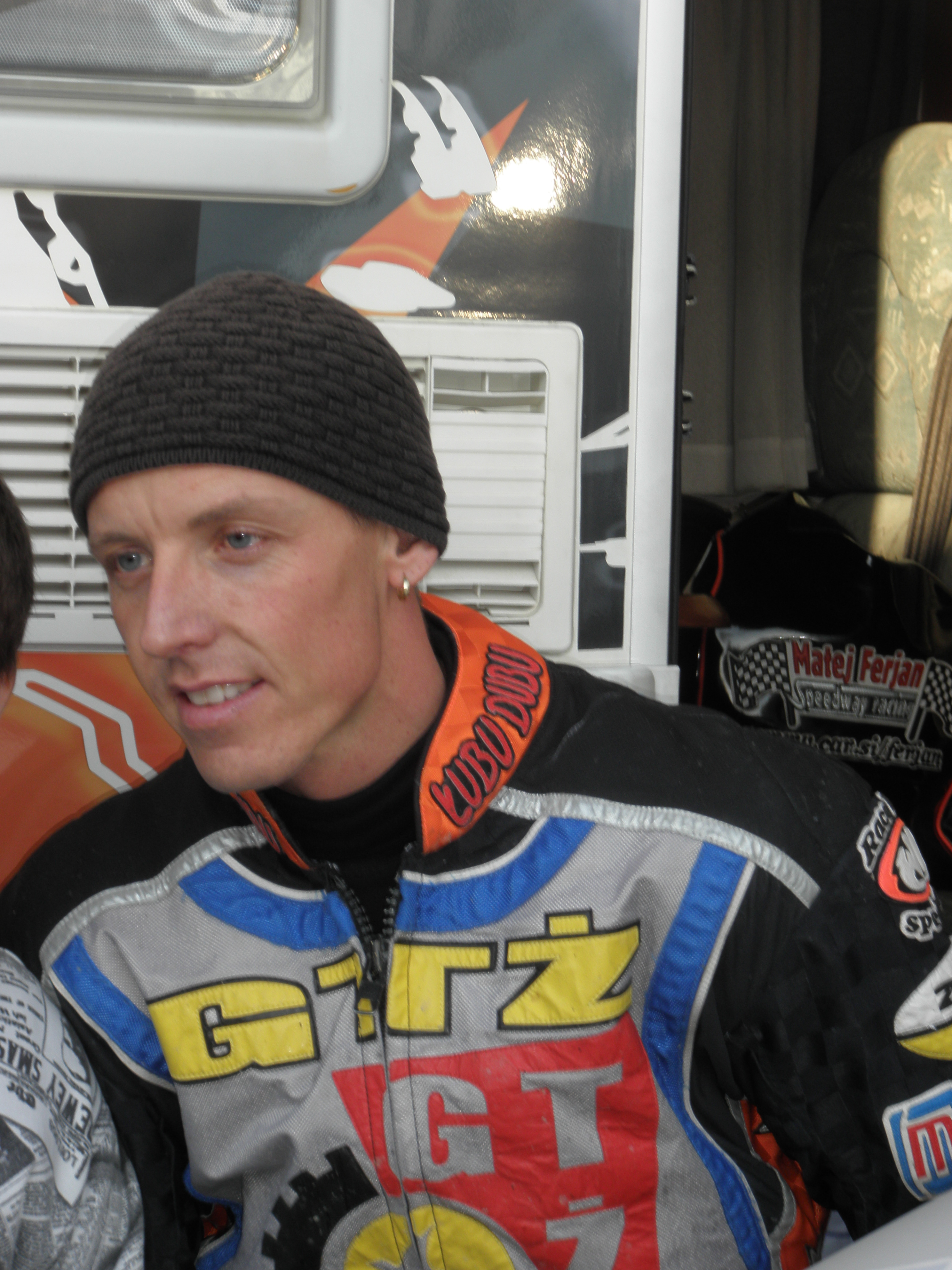
Matej Ferjan zdobył mistrzostwo pięciokrotnie, w latach 1997-2001.

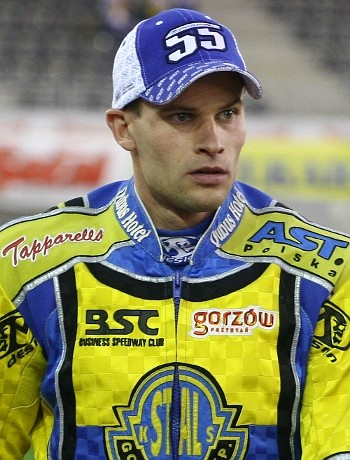
Matej Žagar jest 18-krotnym mistrzem Słowenii. Tytuły zdobywał w latach 2002-2019.

| 5 rund                              |
| ----------------------------------- |
| Lublana Krško Lendava Lublana Krško |

| 6 rund                                              |
| --------------------------------------------------- |
| Lublana Krško Lendava Lublana Krško Lublana Lendava |

| 6 rund                              |
| ----------------------------------- |
| Krško Lublana Lendava Lublana Krško |

| 6 rund                                      |
| ------------------------------------------- |
| Krško Lublana Lendava Krško Lublana Lendava |

| 6 rund                                      |
| ------------------------------------------- |
| Krško Lendava Lublana Krško Lublana Lendava |

| 7 rund                                            |
| ------------------------------------------------- |
| Lublana Prelog Lendava Krško Prelog Lublana Krško |

| 3 rundy               |
| --------------------- |
| Lublana Krško Lendava |

| 3 rundy               |
| --------------------- |
| Krško Lublana Lendava |

| 5 rund                              |
| ----------------------------------- |
| Lublana Krško Lendava Lublana Krško |

| 3 rundy               |
| --------------------- |
| Krško Lublana Lendava |

| 7 rund                                                                     |
| -------------------------------------------------------------------------- |
| Natschbach-Loipersbach Lendava Wiener Neustadt Prelog Lublana Mureck Krško |

| 4 rundy                                               |
| ----------------------------------------------------- |
| Natschbach-Loipersbach Prelog Lublana Donji Kraljevec |

| 4 rundy                                      |
| -------------------------------------------- |
| Natschbach-Loipersbach Prelog Lublana Mureck |

| 4 rundy                                     |
| ------------------------------------------- |
| Krško Natschbach-Loipersbach Prelog Lublana |

| 4 rundy                       |
| ----------------------------- |
| Donji Kraljevec Lendava Krško |

| 4 rundy                               |
| ------------------------------------- |
| Donji Kraljevec Lublana Krško Lendava |

| 4 rundy                               |
| ------------------------------------- |
| Donji Kraljevec Lublana Lendava Krško |

| 4 rundy                               |
| ------------------------------------- |
| Lublana Donji Kraljevec Lendava Krško |

| 4 rundy                               |
| ------------------------------------- |
| Donji Kraljevec Lublana Lendava Krško |

| 4 rundy                               |
| ------------------------------------- |
| Lublana Lendava Donji Kraljevec Krško |

| 4 rundy                               |
| ------------------------------------- |
| Krško Lendava Lublana Donji Kraljevec |

| 5 rund                                      |
| ------------------------------------------- |
| Krško Lublana Lendava Donji Kraljevec Gyula |

| 3 rundy               |
| --------------------- |
| Krško Lublana Lendava |

| 3 rundy               |
| --------------------- |
| Krško Lublana Lendava |

| 3 rundy               |
| --------------------- |
| Krško Lublana Lendava |

| 4 rundy                              |
| ------------------------------------ |
| Debreczyn Žarnovica Krško Nagyhalász |

| 3 rundy                 |
| ----------------------- |
| Lendava Krško Debreczyn |